# Crambus proteus
Crambus proteus là một loài bướm đêm trong họ Crambidae.